# Gorafe
Gorafe é um município da Espanha na província de Granada, comunidade autónoma da Andaluzia, de área 77,14 km² com população de 506 habitantes (2007) e densidade populacional de 6,97 hab/km².

## Demografia
| Variação demográfica do município entre 1991 e 2004 | Variação demográfica do município entre 1991 e 2004 | Variação demográfica do município entre 1991 e 2004 | Variação demográfica do município entre 1991 e 2004 |
| --------------------------------------------------- | --------------------------------------------------- | --------------------------------------------------- | --------------------------------------------------- |
| 1991                                                | 1996                                                | 2001                                                | 2004                                                |
| 626                                                 | 583                                                 | 552                                                 | 538                                                 |